# Международная федерация ушу
Международная федерация ушу (англ. International Wushu Federation, IWUF, кит. упр. 国际武术联合会) — международная спортивная организация, занимающаяся вопросами развития спортивного ушу. Была основана 3 октября 1990 года. Расположена в Пекине.
В 1990 году федерация организовала соревнования по ушу на XI летних Азиатских играх. Начиная с 1991, федерация проводит чемпионаты мира по ушу. Президентом, с 2003 года по настоящее время, является мастер Юй Цзайцин.
В состав федерации входит более 100 локальных федераций, организующих местные соревнования, в том числе — Европейская федерация ушу (EWUF), а также, с 1991 года — Федерация ушу России.

## Соревнования
Международная федерация ушу является организатором следующих соревнований.
- Чемпионат мира по ушу
- Юношеский чемпионат мира по ушу
- Чемпионат мира по традиционному ушу
- Кубок мира по саньда

## Страны-участники
По состоянию на 2012 год в федерации состояло 146 государств.
Азия: Афганистан, Бангладеш, Бирма, Бруней, Вьетнам, Индонезия, Индия, Иордания, Ирак, Иран, Йемен, Казахстан, Камбоджа, Китайская Народная Республика (отдельными командами выступают Гонконг, Макао, Китайский Тайбэй), Киргизия, Корейская Народно-Демократическая Республика, Кувейт, Лаос, Ливан, Малайзия, Мальдивская Республика, Монголия, Непал, Пакистан, Палестина, Республика Корея, Сингапур, Сирия, Таиланд, Таджикистан, Туркменистан, Узбекистан, Филиппины, Шри-Ланка, Япония.
Америка: Аргентина, Барбадос, Бермудские острова, Боливия, Бразилия, Венесуэла, Гайана, Доминиканская Республика, Канада, Колумбия, Коста Рика, Куба, Мексика, Парагвай, Перу, Пуэрто-Рико, Сент-Люсия, Соединённые Штаты Америки, Тринидад и Тобаго, Уругвай, Чили, Эквадор, Ямайка.
Африка: Алжир, Бенин, Ботсвана, Габон, Гвинея, Демократическая Республика Конго, Египет, Замбия, Зимбабве, Камерун, Кения, Коморские Острова, Кот-д’Ивуар, Либерия, Ливия, Маврикий, Мавритания, Мадагаскар, Малави, Мали, Марокко, Нигерия, Республика Конго, Сенегал, Сейшельские Острова, Сомали, Судан, Сьерра-Леоне, Танзания, Того, Тунис, Уганда, Эфиопия, Южно-Африканская Республика.
Европа: Австрия, Азербайджан, Армения, Андорра, Беларусь, Бельгия, Босния и Герцеговина, Болгария, Великобритания, Венгрия, Германия, Голландия, Греция, Грузия, Дания, Ирландия, Исландия, Испания, Израиль, Италия, Латвия, Литва, Люксембург, Мальта, Молдова, Монако, Норвегия, Польша, Португалия, Республика Кипр, Россия, Румыния, Сербия, Словакия, Словения, Сан-Марино, Турция, Украина, Финляндия, Франция, Хорватия, Черногория, Чехия, Швейцария, Швеция, Эстония.
Океания: Австралия, Гуам, Новая Зеландия, Новая Каледония, Фиджи.